# Liga Amateur de Honduras
La Liga Amateur de Honduras fue el primer campeonato nacional del fútbol de Honduras. Se creó en 1947 y llegó a su fin en 1964 para dar paso a la actual Liga Nacional de Fútbol, que en ese entonces fue llamada «Liga Nacional de Fútbol No Aficionado». 
A lo largo de sus 17 ediciones contó con la participación de 33 equipos diferentes, siendo el C. D. Olimpia el máximo ganador con 7 títulos. Sus primeras cuatro temporadas fueron organizadas por la Federación Nacional de Cultura Física y Deportes; a partir de 1951, la Federación Nacional Deportiva Extraescolar de Honduras pasó a ser la encargada de la competición.

## Sistema de competición
El fútbol hondureño estaba dividido en ligas regionales, el equipo campeón de cada una de estas calificaba a la Liga Amateur de Honduras; en la primera edición de 1947 participaron los ganadores de las ligas de Atlántida, Cortés y Francisco Morazán, enfrentándose en un triangular para definir al campeón. Para el año 1948, los equipos participantes aumentaron a cuatro ya que el campeón defensor obtuvo su lugar automáticamente; en esta edición por primera y única vez en la historia del fútbol de Honduras, un partido tuvo tres tiempos extras para tratar de desempatar el marcador. En 1949 dejó de participar el campeón defensor por lo que de nueva cuenta participaron únicamente tres conjuntos.
Conforme pasaron los años, los campeones de las ligas regionales de Yoro, Valle, Choluteca, Colón y Comayagua también se unieron al campeonato nacional, llegando a participar hasta seis equipos en las ediciones de 1955-56, 1962, 1963-64 y 1964. Al equipo vencedor se le entregaba la Copa Winston Churchill, un trofeo que se tendría que ceder al campeón del año siguiente hasta que un equipo consiguiera adjudicarse tres títulos para conservarlo de manera permanente.

## Participantes
| Total de equipos      |         |            |                |         |            |
| Equipo                | Debut   | Presencias | Equipo         | Debut   | Presencias |
| C. D. Olimpia         | 1947    | 9          | Huracán        | 1955-56 | 1          |
| C. D. Victoria        | 1947    | 4          | Fortuna        | 1955-56 | 2          |
| C. D. Marathón        | 1947    | 2          | Hispano        | 1955-56 | 1          |
| C. D. Atlántida       | 1948    | 1          | C. D. Vida     | 1957-58 | 4          |
| F. C. Motagua         | 1948    | 5          | C. D. Honduras | 1957-58 | 6          |
| C. D. Hércules        | 1948    | 1          | Ferrocarril    | 1958-59 | 1          |
| C. D. Hibueras        | 1949    | 5          | Independiente  | 1958-59 | 2          |
| Club Aduana Deportivo | 1950-51 | 4          | C. D. España   | 1960-61 | 2          |
| C. D. Sula            | 1950-51 | 3          | Tigre          | 1960-61 | 1          |
| Comandancia           | 1950-51 | 1          | Palermo        | 1961    | 1          |
| Tela Deportivo        | 1951-52 | 1          | C. D. Lenca    | 1961    | 1          |
| Libertad              | 1951-52 | 3          | Platense F. C. | 1962    | 2          |
| Mercaderías           | 1951-52 | 1          | Yoro           | 1962    | 1          |
| C. D. Federal         | 1952    | 3          | Millonarios    | 1962    | 1          |
| América               | 1952    | 2          | Salamar        | 1962    | 1          |
| C. D. Abacá           | 1952    | 3          | Chorotega      | 1963-64 | 1          |
| Cuba                  | 1953    | 1          |                |         |            |

## Historial
| Temporada | Campeón               | Subcampeón            |
| --------- | --------------------- | --------------------- |
| 1947      | C. D. Victoria        | F. C. Motagua         |
| 1948      | F. C. Motagua         | C. D. Victoria        |
| 1949      | C. D. Hibueras        | C. D. Olimpia         |
| 1950-51   | F. C. Motagua         | C. D. Sula            |
| 1951-52   | C. D. Sula            | F. C. Motagua         |
| 1952      | Club Aduana Deportivo | C. D. Federal         |
| 1953      | C. D. Federal         | Club Aduana Deportivo |
| 1954-55   | C. D. Abacá           | Club Aduana Deportivo |
| 1955-56   | C. D. Hibueras        | C. D. Olimpia         |
| 1956-57   | No se disputó         | No se disputó         |
| 1957-58   | C. D. Olimpia         |                       |
| 1958-59   | C. D. Olimpia         |                       |
| 1959      | C. D. Olimpia         |                       |
| 1960-61   | C. D. Olimpia         |                       |
| 1961      | C. D. Olimpia         |                       |
| 1962      | C. D. Vida            | Salamar               |
| 1963-64   | C. D. Olimpia         | C. D. España          |
| 1964      | C. D. Olimpia         | Platense F. C.        |

## Palmarés
| Club                  | Títulos | Subtítulos | Años de los campeonatos                              | Años de los subcampeonatos |
| --------------------- | ------- | ---------- | ---------------------------------------------------- | -------------------------- |
| C. D. Olimpia         | 7       | 2          | 1957-58, 1958-59, 1959, 1960-61, 1961, 1963–64, 1964 | 1949, 1955-56              |
| F. C. Motagua         | 2       | 2          | 1948, 1950-51                                        | 1947, 1951-52              |
| C. D. Hibueras        | 2       | -          | 1949, 1955-56                                        |                            |
| Club Aduana Deportivo | 1       | 2          | 1952                                                 | 1953, 1954-55              |
| C. D. Victoria        | 1       | 1          | 1947                                                 | 1948                       |
| C. D. Sula            | 1       | 1          | 1951-52                                              | 1950-51                    |
| C. D. Federal         | 1       | 1          | 1953                                                 | 1952                       |
| C. D. Abacá           | 1       | -          | 1954-55                                              |                            |
| C. D. Vida            | 1       | -          | 1962                                                 |                            |
| C. D. España          | -       | 1          |                                                      | 1963-64                    |
| Salamar               | -       | 1          |                                                      | 1962                       |
| Platense F. C.        | -       | 1          |                                                      | 1964                       |